# Reichstag zu Worms (784)
Als Reichstag zu Worms im Jahr 784 wird ein überwiegend militärisches Treffen zweier karolingischer Heere in Worms unter König Karl (dem Großen) bezeichnet, das im Herbst des Jahres stattfand.

## Ereignisse
Karl der Große hatte im Sommer erneut einen Feldzug gegen die Sachsen geführt und war anschließend nach Worms gekommen. Hier vereinigte er seine Streitmacht mit dem Heer seines Sohnes Karl d. J., um noch im Winter erneut gegen Sachsen zu ziehen. In diesem Zusammenhang formulieren die Annales regni Francorum in der Fassung Annales Laurissenses Maiores: „Ibique inito consilio cum Francis (Und dort [in Worms] beriet er sich mit den Franken)“. Die Annales regni Francorum in der Fassung Annales qui dicuntur Einhardi erwähnen Beratungen gar nicht, sondern nur, dass sich die beiden Heere in Worms vereinigten. Ob aus diesem Halbsatz eine Reichsversammlung abgeleitet werden kann, erscheint fraglich.